# Août 1998

## Événements
- Soudan : l'aviation américaine détruit la moitié de l'industrie pharmaceutique du Soudan, à la suite des « preuves » selon lesquelles l'usine d'Al Shifa produisait des « armes chimiques » et était « contrôlée » par le terroriste saoudien Oussama Ben Laden. Les Soudanais ont toujours démenti ces allégations. Une enquête d'experts en armement chimique, sous les auspices des Nations unies, donna raison à la position soudanaise.

### 1eraoût
- Le 83e congrès mondial d’espéranto s’ouvre à Montpellier, jusqu’au 8 aout. Il est suivi par 3 133 participants venus de 66 pays et a pour thème « La Méditerranée, un pont entre cultures ».

### 2 août
- Formule 1 : Grand Prix automobile d'Allemagne.

### 7 août
- Afrique : attentats anti-américains au Kenya et en Tanzanie.

### 8 août
- Naissance du chanteur et auteur-compositeur canadien Shawn Mendes.

### 11 août
- Économie : rachat de Amoco par BP.

### 15 août
- Ulster : une branche dissidente de l'IRA commet à Omagh l'attentat le plus meurtrier : 29 morts.

### 16 août
- Formule 1 : Grand Prix automobile de Hongrie.

### 17 août
- Russie : effondrement du système monétaire et financier russe, suspension du remboursement de la dette du pays.

### 20 août
- Économie : début de la panique boursière à la suite de la crise en Russie, Wall Street perd 15 %.

## Naissances
- 18 août : Danté El Hadj Moustapha, footballeur ivoirien.